# Wilhelm Gladbach
Wilhelm Gladbach (* 29. Februar 1908 in Leichlingen (Rheinland); † 4. Dezember 1967 in Opladen) war ein deutscher Kommunalpolitiker und ehrenamtlicher Landrat (CDU).
Er war verheiratet mit Berta Gladbach geb. Weidenbrück. Das Paar hatte zwei Töchter.

## Leben und Beruf
Nach dem Besuch der Volksschule und des Gymnasiums studierte er an der Universität Bonn. 1934 absolvierte er ein Volontariat bei der Bergischen Post in Opladen. In Opladen war er als Redakteur und Chefredakteur tätig.
Er war verheiratet.

## Abgeordneter
Dem Kreistag des ehemaligen Rhein-Wupper-Kreises gehörte er von 1946 bis 1965 an. Außerdem war Gladbach zeitweise Mitglied des Rates der Stadt Opladen und der Landschaftsversammlung des Landschaftsverbandes Rheinland.

## Öffentliche Ämter
Vom 2. November 1948 ununterbrochen bis zum 3. Dezember 1958 und vom 10. April 1961 bis zum 12. Oktober 1964 war er Landrat des Rhein-Wupper-Kreises. Von 1946 bis 1948 war er Bürgermeister in Opladen.
Gladbach war in verschiedenen Gremien des Landkreistages tätig.

## Sonstiges
Er war Träger des Bundesverdienstkreuzes 1. Klasse.